# Philibert Jambe de fer
Pour les articles homonymes, voir Jambe de fer.
Philibert Jambe de Fer (Champlitte v. 1515 – Lyon v. 1566) est un musicien et compositeur comtois du XVIe siècle, très actif dans la musique protestante.

## Biographie
Peu de documents ont été retrouvés jusqu'à présent sur Jambe de Fer ; on sait qu'il a été courtier à Lyon et adepte de l'Église réformée. C'est sa production musicale qui fournit le plus de renseignements sur le milieu dans lequel il a évolué.
Il est né à Champlitte dans le comté de Bourgogne, probablement autour de 1515, et a dû arriver à Lyon dans les années 1540 (sa première œuvre connue est publiée à Lyon en 1547). Il signe là un acte devant le notaire Chaliard en 1553. En septembre 1555 il est cité comme meneur de jeu lors du tirage d’une loterie (ou blancque) dont le lot était une grange — peut-être était-ce une adjudication judiciaire.
C’est en 1561 qu’on a de plus amples informations sur son métier : il est dit « corratier juré », c’est-à-dire courtier, agréé sans doute par la juridiction consulaire. Ce métier, qui consiste à mettre en relation des vendeurs et des acheteurs, devait revêtir un intérêt particulier dans une ville où, quatre fois par an, des foires considérables amenaient des marchands d’Italie, d’Allemagne, de Suisse et de France. On peut noter à ce propos que les dédicataires des œuvres de Jambe de Fer sont souvent des marchands, lyonnais, genevois ou strasbourgeois. Il en fut donc de lui comme d’autres musiciens établis à Lyon, qui devaient exercer un autre métier pour subsister dans une ville où les charges musicales étaient rares. Il est mort à Lyon vers 1566, après avoir été marié deux fois avec des Lyonnaises (l’une s’appelait Marie Paintendre) mais resté sans enfants.
Jambe de Fer a laissé deux témoignages liés à son activité musicale. En 1554, il est cité dans un pamphlet cité par André Pirro d’après un document figurant dans la bibliothèque du pasteur Nathanaël Weiss, et qui n’a jamais été retrouvé. Il y apparaît déjà comme un musicien de quelque notoriété, aux côtés d’Alamanno Layolle et de François Roussel. En juin 1564 enfin, il est chargé par la ville de composer la musique qui sera jouée pour l’entrée de Charles IX à Lyon. La relation qui est imprimée à l’époque cite l’incipit d’un cantique de sa composition : Chante du siecle d’or les divines douceurs. Il reçut vingt-six écus d’or soleil pour cette tâche, à partager avec ses confrères musiciens. La ville était alors sous domination protestante, et les soutiens considérables de Jambe de Fer à la cause protestante expliquent que le Consulat ait pu lui déléguer cette tâche sans trop d’hésitation.

## Œuvres

### Premières œuvres
- le motet Salve salutaris victima à 4 voix, écrit en l’honneur d'Henri II, paru dans le recueil Harmonidos ariston publié par Jacques Moderne à Lyon en 1547[4].
- la chanson Femme qui honneur veult avoir, publiée dans le Dixiesme livre contenant XXVI chansons nouvelles à quatre parties, paru chez Nicolas Du Chemin à Paris en 1552[5].

- Epitomé musical des tons, sons et accordz, es voix humaines, fleustes d'Alleman, fleustes à neuf trous, violes, & violons. Item un petit devis des accordz de musique, par forme de dialogue interrogatoire & responsif entre deux interlocuteurs P. & I. Lyon : Michel du Boys, 1556. 8° obl., 60 p. et planches[6].

Ce traité est un des premiers traités de musique en français, suivant de peu celui de Loys Bourgeois (Genève : 1550), de Maximilien Guillaud (Paris : 1554) et de Jean Legendre (Paris : 1554, perdu), qui sont d’ailleurs tous trois cités. Il commence avec l’explication des rudiments de la musique (gammes, clés, notation, solmisation) et se poursuit avec une explication sur les étendues, les doigtés et l’accord de la flûte d’allemand (ou traversière), la flûte à neuf trous (ou flûte à bec), la viole de gambe et le violon. Ce traité est très important pour l’organologie, comparant les pratiques française et italienne, et traitant du violon à un niveau de détail inconnu jusqu’alors. Il est dédié à Jean Darut et à Georg Obrecht, deux grands marchands et financiers protestants actifs à Lyon à cette époque.
- Odes d'Horace mises en musique, édition de date inconnue et signalées seulement dans une lettre de Claude Bredeau à Marin Mersenne[7]. Cette édition est perdue, tout comme les œuvres similaires de Claude Goudimel (parue en 1555), de Jacques Mauduit ou de Pierre Cerveau.

### Mouvance du psautier de Lyon
Jambe de Fer travaille ensuite (en 1555) dans la mouvance du psautier de Lyon, ce corpus poétique composé des cinquante psaumes traduits par Clément Marot et des cent psaumes traduits dès 1550 par le catholique Jean Poitevin, corpus qui a été pendant quelques années le support d’une tentative de constituer un recueil de chants liturgiques pour les communautés réformées. Cependant, rien dans les traductions de Poitevin ne laisse suspecter une sympathie pour la Réforme.

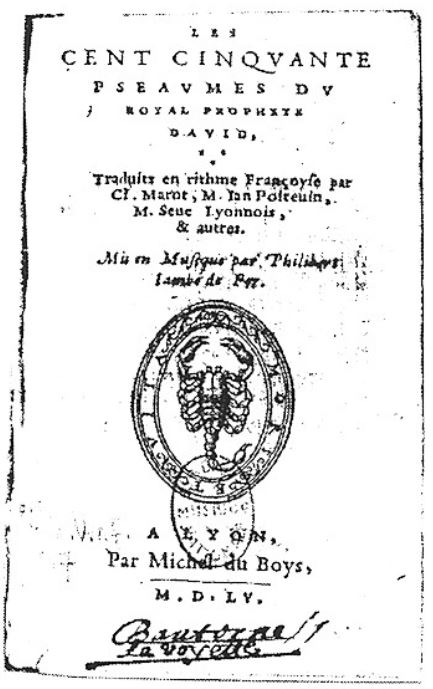
Page de titre des Cent cinquante psaumes mis en musique par Philibert Jambe de Fer (Lyon, 1555).

- Les cent cinquante pseaumes du royal prophète David, traduits en rithme françoyse par Cl. Marot, M. Jan Poitevin, M. Seve Lyonnois, et autres. Mis en musique par Philibert Jambe de Fer. Lyon : Michel Du Boys, 1555. 16, 518-[26] p[10].

Il s’agit de la seule tentative d’enrichir le Psautier de Lyon avec des mélodies, les psaumes de Marot gardant les mélodies officielles du Psautier de Genève encore inachevé, et les psaumes de Poitevin étant dotés ici pour la première fois de mélodies dues à Jambe de Fer. Cette édition a été reprise à Paris en 1558 par l’imprimeur de musique Nicolas Du Chemin.
Entre mars et décembre 1561, un procès survenu entre Jambe de Fer et l’imprimeur Jean d'Ogerolles montre que celui-ci avait publié, à la fin de 1560 ou au début de 1561, un psautier avec mélodies sans mentionner le nom de Jambe de Fer. Il s’agit probablement d’une autre réédition du psautier de 1555 avec mélodies seules, d’autant que l’ouvrage avait déjà été réédité à Paris avec les mélodies. D’autres éditions du Psautier de Lyon avaient d’ailleurs paru à Lyon sans les mélodies), ce qui montre que le corpus a eu certain succès. La conclusion du procès est inconnue et l’édition n’a jamais été retrouvée.
- En fait, les mélodies que Jambe de Fer utilise pour les vingt-deux octonaires du Ps. CXIX sont plus élaborées et apparaissent être la partie de ténor d’une harmonisation polyphonique ; il semble donc que Jambe de Fer ait précédemment publié une harmonisation du Ps. CXIX sur les vers de Poitevin[14] mais cette édition est perdue. Cette hypothèse est d’autant plus probable qu’il existe une mention[15], d’une édition mise en musique par Jambe de Fer des Vingt-deux octonaires du Psalme CXIX de David, traduicts par Jean Poictevin (Lyon : Thomas de Straton, 1561), qui pourrait donc être une réédition – également perdue - de cette première édition.

- Jambe de Fer publie encore en 1559 son harmonisation à 4 voix du Ps. XLII traduit par Claude Le Maistre : Comme le cerf longuement pourchassé ; elle est incluse dans Le Premier trophée de musique (Lyon : Robert Granjon, 1559)[16]. Cette harmonisation utilisait la mélodie du psautier de 1555.

### Mouvance du psautier réformé italien
Salmi cinquanta di David tradotti in rime volgari italiane secondo la verita del testo hebreo col Cantico di Symeone e i dieci comandamenti della legge… novamente posti in musica per Filiberto Gamba di ferro… Genève : Antoine Rebul, 1560. 4 parties 4° obl., 40 p.
L’édition contient cinquante psaumes en italien et cinq pièces annexes, mis en musique à trois, quatre ou cinq voix. Les pièces sont compatibles avec les mélodies parues la même année dans les Sessanta salmi di David (Genève : Jean-Baptiste Pinereul, 1560). Le dédicataire du recueil est Giuliano Calandrini (1514-1573), marchand lucquois émigré à Genève pour cause de religion, fréquentant Lyon et ses foires, et impliqué dans la mise en place du Consistoire de Lyon à la veille du basculement de cette ville sous la domination protestante.

### Mouvance duPsautier de Genève

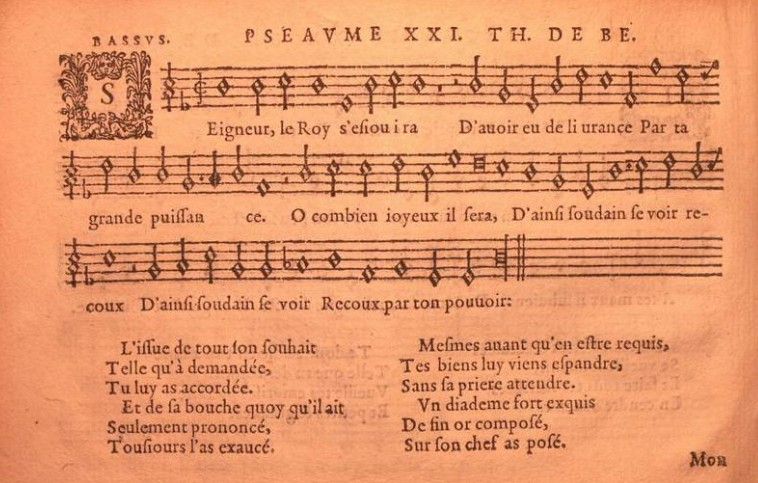
Une page de la seconde édition de 1564 (Paris, Bibliothèque Sainte-Geneviève. VM 255 RES).

Jambe de Fer travaille enfin dans la mouvance du Psautier de Genève, corpus constitué des cinquante psaumes traduits par Clément Marot et des cent restants traduits par Théodore de Bèze. C’est ce corpus, doté de mélodies, qui deviendra dès 1562 le recueil officiel de l’église réformée.
- Psalmodie de quarante et un pseaumes royaux, fidelement traduits en bien-sonnants vers françois, enharmonisez en musique variable, sur le commun subjet inviolablement observé : Et coronnez en chef d'un royal sonnet, inspirant divine affection. Lyon ou Genève : Michel Du Boys, 1559. 4 vol. 8° obl[19].

L’ouvrage est dédié à Georg Obrecht, un financier et marchand protestant originaire de Strasbourg et fréquentant Lyon, aussi dédicataire de l’Épitomé musical de 1556. L’œuvre consiste en une harmonisation à 4 ou 5 voix des 34 premiers psaumes traduits par Bèze, faite sur les mélodies officielles de Genève publiées en 1551, et écrites en contrepoint homophonique ou en contrepoint fleuri. L’auteur a rajouté sept psaumes supplémentaires à 4 voix ou 4 voix pareilles, sur des mélodies de son cru.
- Les CL pseaumes de David, mis en rime francoise par Clement Marot et Theodore de Bèze: avec les dix commandements de la loy… Lyon : Antoine Cercia et Pierre de Mia, 1564. 4 vol. 4° obl.
- Édition réimprimée la même année : Les cent cinquante pseaumes de David mis en rime francoise par Clement Marot et Theodore de Bèze, et mis en musique à quatre et à cinq parties… avec un sonnet sur la devise du roy Charles IXe de ce nom : reveus et corrigés par l’autheur mesme pour la seconde édition. Lyon : Philibert Jambe de Fer, Pierre Cussonel et Martin La Roche, 1564, imprimé par Pierre de Mia). 4 vol. 8° obl[21].

Les deux éditions portent une longue dédicace à Charles IX, qui loue le roi pour sa politique de tolérance et de pacification, ainsi qu’un privilège royal octroyé à l’auteur du 16 janvier 1562. Il s’agit ici d’une harmonisation à 4 voix (sauf pour 4 psaumes à 5 voix), en style homophonique ou en contrepoint fleuri, sur les mélodies officielles du Psautier de Genève achevé depuis 1562. La plupart des pièces de la 'Psalmodie' de 1559 s'y retrouvent, parfois modifiées. Ce recueil est comparable à ceux que donnèrent Claude Goudimel, Richard Crassot ou Claude Le Jeune à pareille époque.
L’œuvre de Jambe de Fer est donc assez considérable, avec huit éditions publiées à son nom et un nombre de pièces polyphoniques éditées qui avoisine trois cents. Il fut un des musiciens francophone les plus actifs dans la mouvance protestante, avec cette particularité d'avoir travaillé au sein de trois mouvances liturgiques différentes.